# Bosansko Grahovo
Bosansko Grahovo (serbisch-kyrillisch Босанско Грахово, auch nur Grahovo) ist eine Kleinstadt und gleichnamige Gemeinde im Westen von Bosnien und Herzegowina nahe der Grenze zu Kroatien. Sie gehört zum Kanton 10 der Föderation Bosnien und Herzegowina und ist eine von drei Gemeinden der Föderation, die mehrheitlich von Serben bewohnt sind.

## Geographie

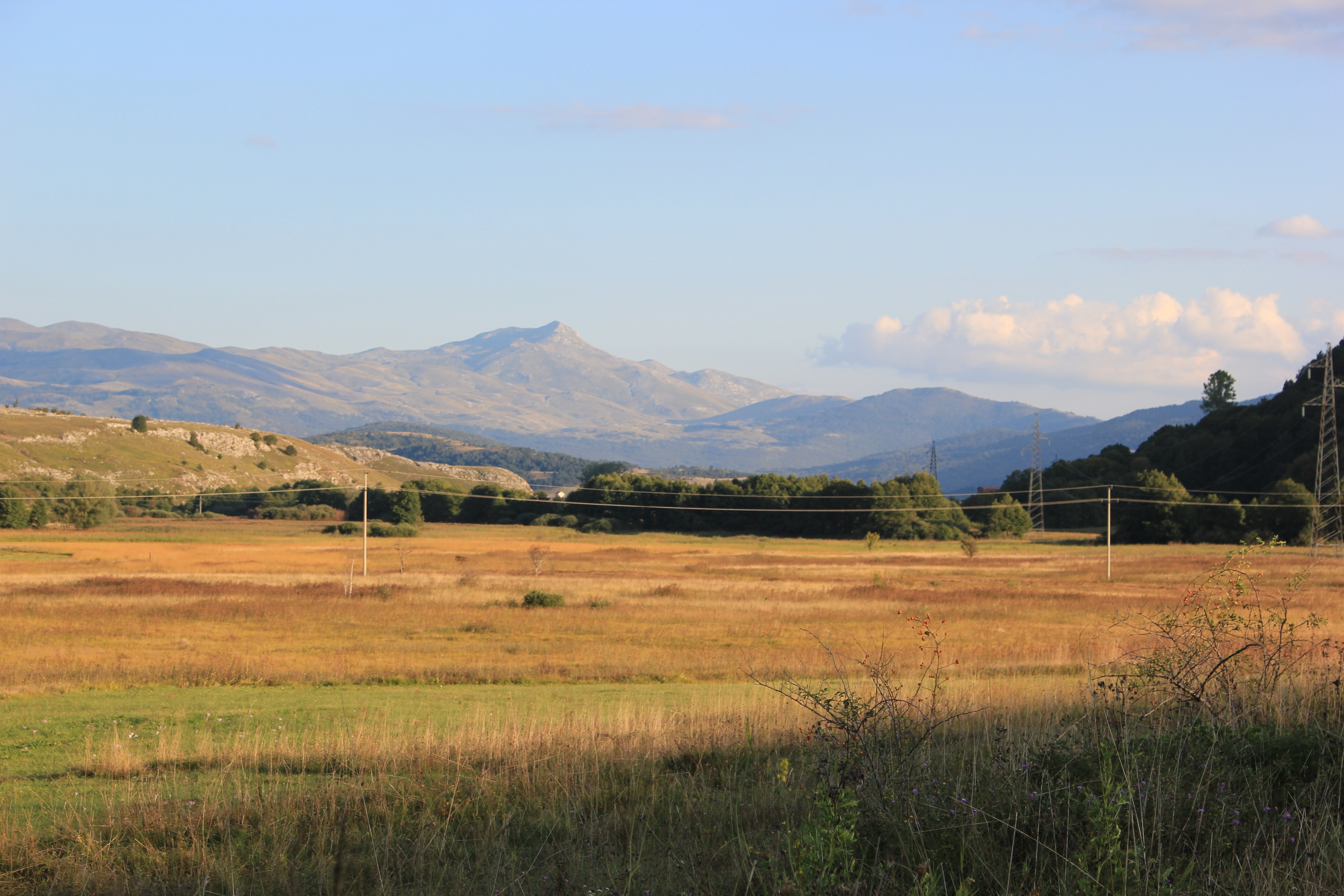
Grahovsko polje mit Šator im Hintergrund

Bosansko Grahovo liegt auf der Hochebene Grahovsko polje in etwa 800 m Höhe zwischen den Gebirgszügen Dinara, Šator und Uilica.
Benachbarte Gemeinden sind Drvar, Glamoč und Livno in Bosnien-Herzegowina sowie Gračac, Kijevo und Knin in Kroatien.

## Geschichte

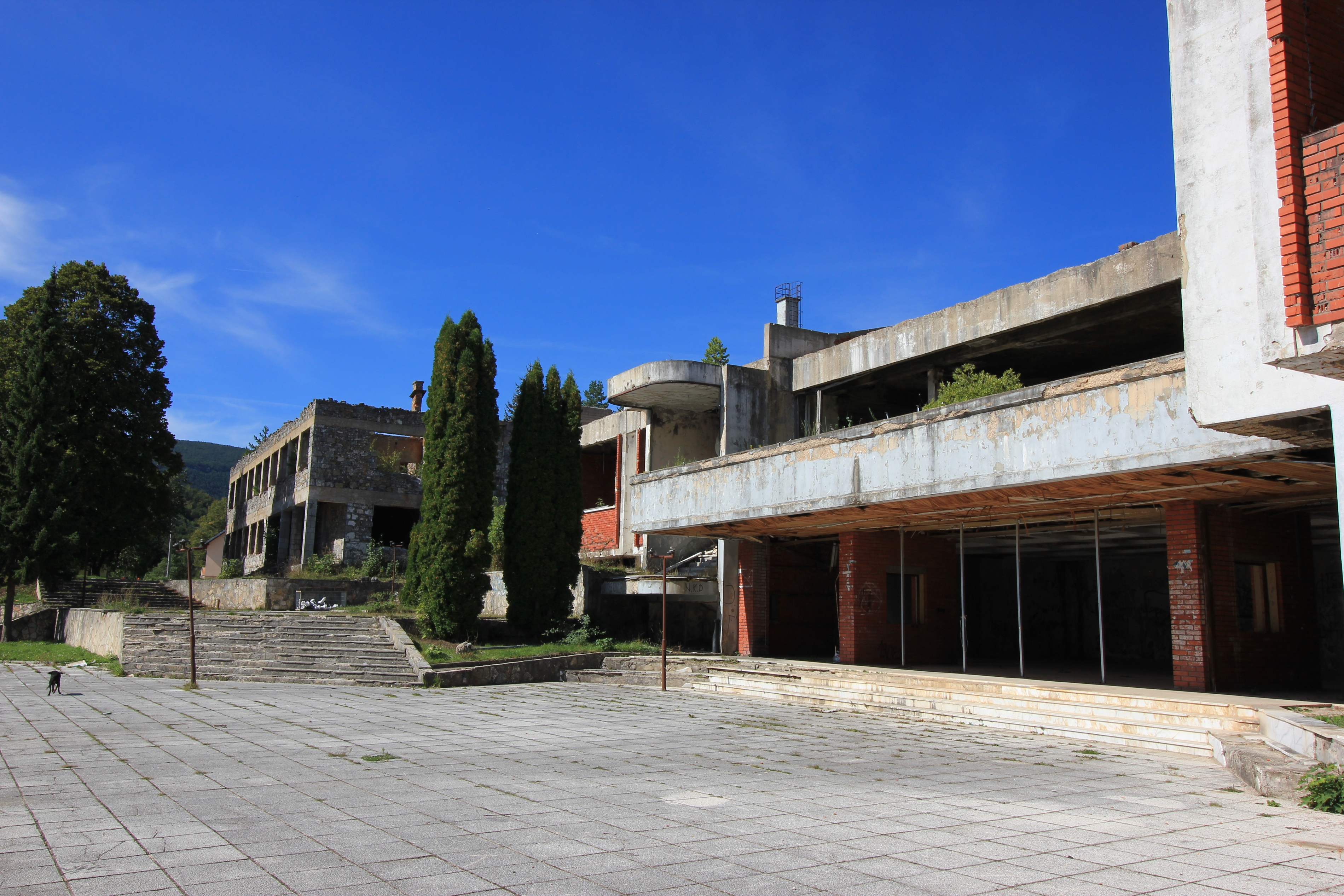
Ruinen im Stadtzentrum (2018)

Während des Bosnienkrieges stand Bosansko Grahovo unter Kontrolle der Armee der Republika Srpska, bis kroatische Truppen das Gebiet Ende Juli 1995 im unmittelbaren Vorfeld der Operation Oluja eroberten, was zur Flucht eines Großteils der serbischen Bevölkerung führte. Bis heute wurden zahlreiche Ruinen im Ortszentrum nicht renoviert (Stand: 2018).

## Bevölkerung

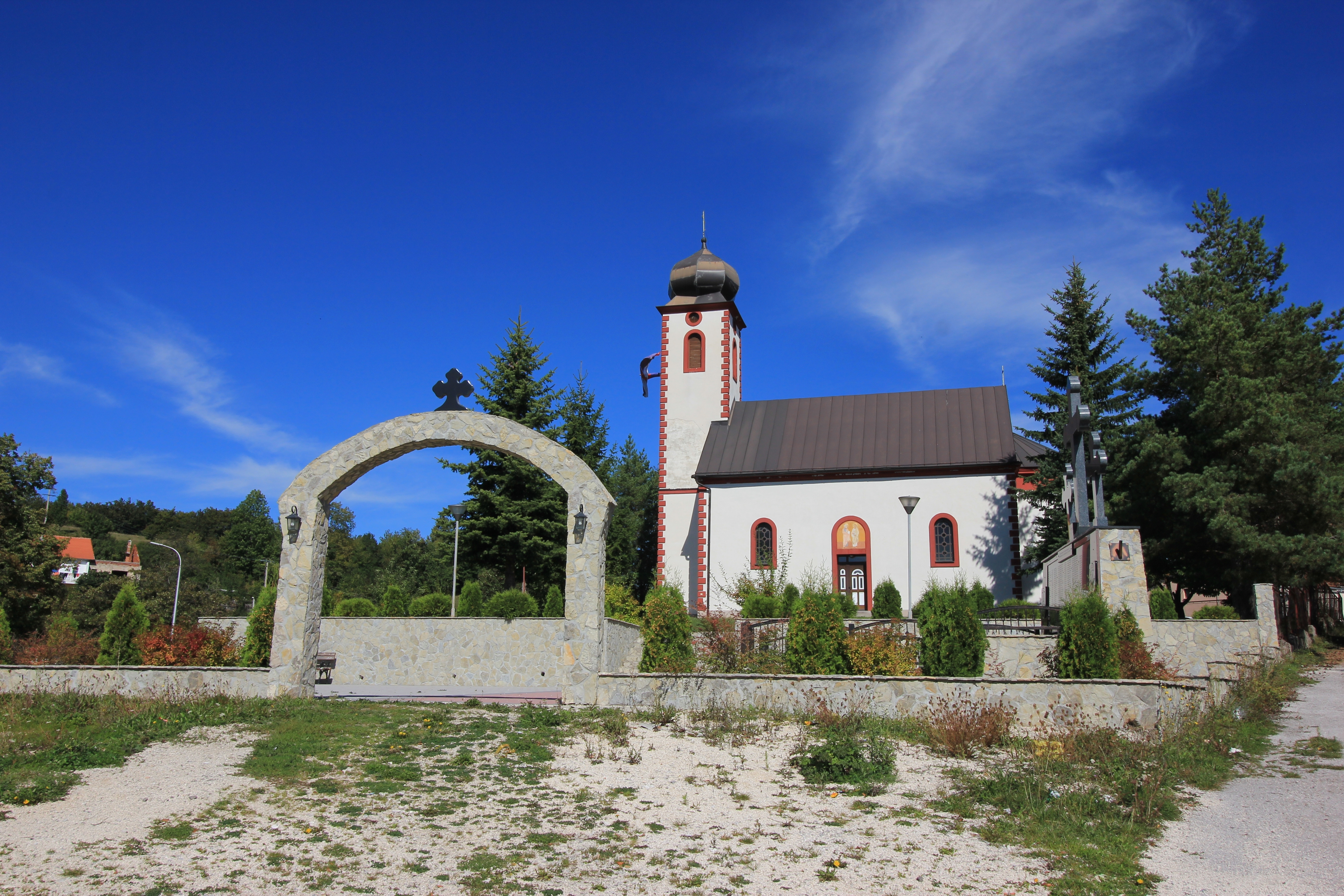
Serbisch-orthodoxe Kirche

Bei der Volkszählung 1991 hatte die Gemeinde Bosansko Grahovo 8.311 Einwohner, darunter
- Serben – 7.888 (94,91 %)
- Kroaten – 226 (2,71 %)
- Jugoslawen – 135 (1,62 %)
- Bosniaken – 12 (0,14 %)
- Andere – 50 (0,62 %)

Im Hauptort lebten 2.096 Einwohner.
- Serben – 1.999 (95,37 %)
- Jugoslawen – 61 (2,91 %)
- Kroaten – 14 (0,66 %)
- Bosniaken – 6 (0,28 %)
- Andere – 16 (0,76 %)

Die Serben stellen heute wieder die absolute Mehrheit der Einwohner. Bereits vor dem Krieg war die Gemeinde von starker Abwanderung gekennzeichnet. Im Jahre 1971 hatte die Einwohnerzahl noch 10.565 betragen.
Bei der letzten Volkszählung 2013 hatte die Gemeinde Bosansko Grahovo 2.449 Einwohner, darunter
- Serben: 2.028 (82,8 %)
- Kroaten: 393 (16,0 %)
- Bosniaken: 6 (0,2 %)
- Andere: 22 (0,9 %)

Die Gemeinde umfasst 35 Orte: Bastasi, Bosansko Grahovo, Crnac, Crni Lug, Donje Peulje, Donji Kazanci, Donji Tiškovac, Duler, Gornje Peulje, Gornji Kazanci, Grkovci, Isjek, Jaruga, Kesići, Korita, Luka, Maleševci, Malo Tičevo, Marinkovci, Mračaj, Nuglašica, Obljaj, Pečenci, Peći, Preodac, Pržine, Radlovići, Resanovci, Stožišta, Ugarci, Uništa, Veliko Tičevo, Vidovići, Zaseok und Zebe. Viele dieser Dörfer bestehen nur aus wenigen Gehöften.

## Wirtschaft

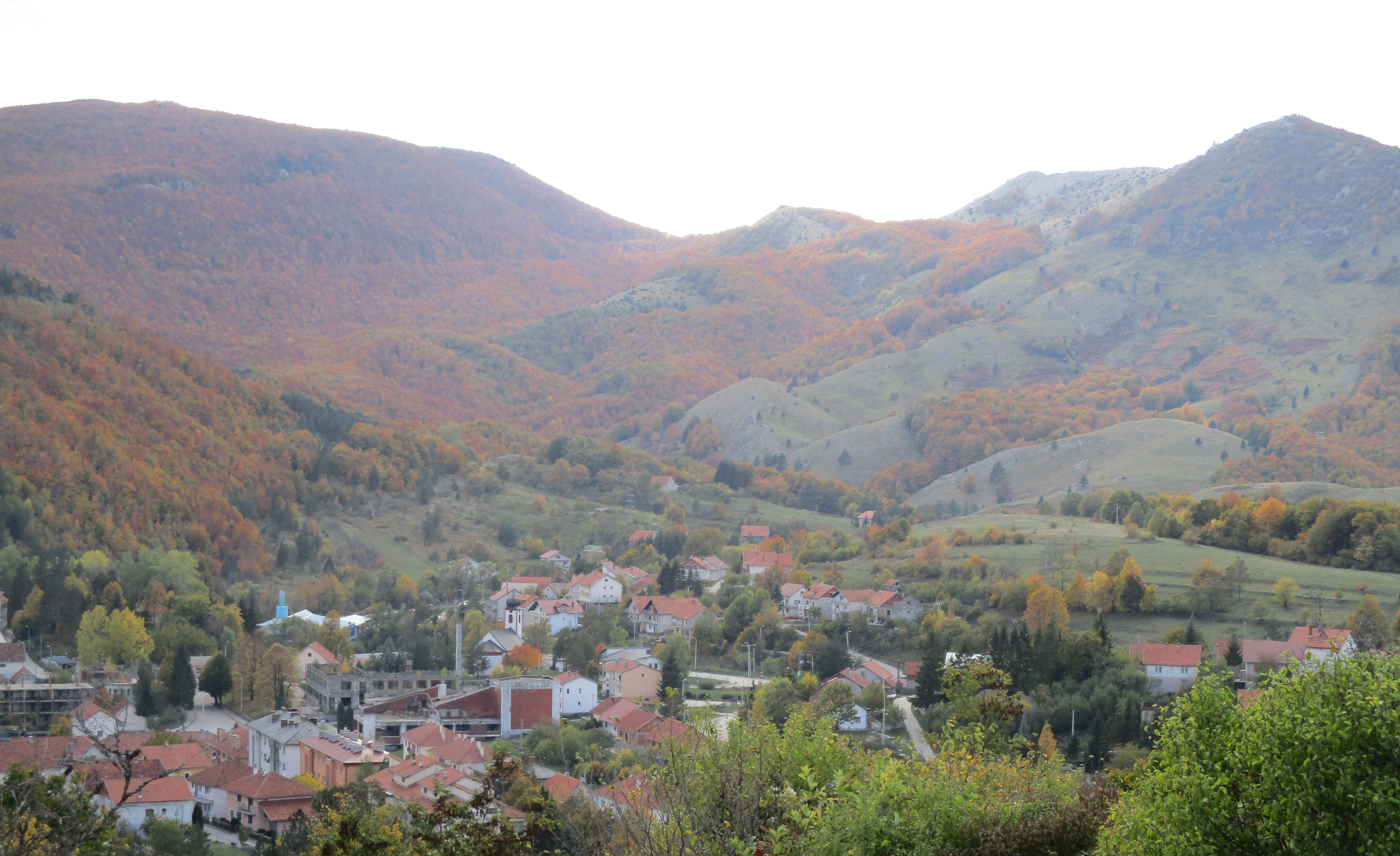
Blick von Osten auf das Ortszentrum

Die Gemeinde wird durch Land- und Forstwirtschaft geprägt.

### Verkehr
Bosansko Grahovo liegt an der Fernstraße von Drvar nach Knin, die insbesondere im Bosnien- bzw. Kroatienkrieg eine große strategische Bedeutung hatte. Das übrige Straßennetz ist nur wenig ausgebaut. Der westlich des Dinara-Massivs gelegene Ort Uništa ist mit dem Auto nur über Kroatien zu erreichen.
Im äußersten Westen der Gemeinde, direkt an der kroatischen Grenze, quert zudem die Una-Bahn das Gemeindegebiet, die einst Zagreb mit der dalmatinischen Küste verband, seit dem Ende des Bosnienkrieges aber nicht mehr von Personenzügen bedient wird.

## Persönlichkeiten
- Im Ortsteil Obljaj wurde Gavrilo Princip (1894–1918) geboren, der 1914 im Attentat von Sarajevo den österreichischen Erzherzog Franz Ferdinand tötete.